# TEX10
TEX10‏ (Testis expressed 10) هوَ بروتين يُشَفر بواسطة جين TEX10 في الإنسان.
يشكل TEX10 جزءًا من مركب مع WDR18، LAS1L يسمى الريكسوسوم الذي يشارك في تحلل الحمض النووي الريبي، ومعالجة الحمض النووي الريبي الريبوسومي (rRNA) وتكوين الريبوسوم.